# Namutoni
Namutoni est un village et l'une des portes d'entrée du parc national d'Etosha, nord de la Namibie. 
À l'origine, c'est un fort allemand qui servit de poste de police de l'armée coloniale du Sud-Ouest africain allemand.
Détruit en 1904, il est reconstruit l'année suivante puis converti par les anglais en camp de prisonniers durant la Première Guerre mondiale. 
Restauré en 1957, le fort est actuellement un centre d'hébergement touristique pour les visites du parc d'Etosha. 
Namutoni possède un aéroport (code AITA : NNI).

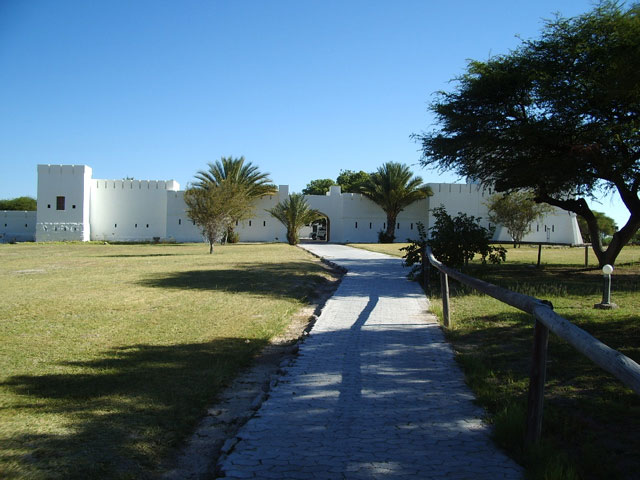
Le fort de Namutoni.